# محله میدان شاه

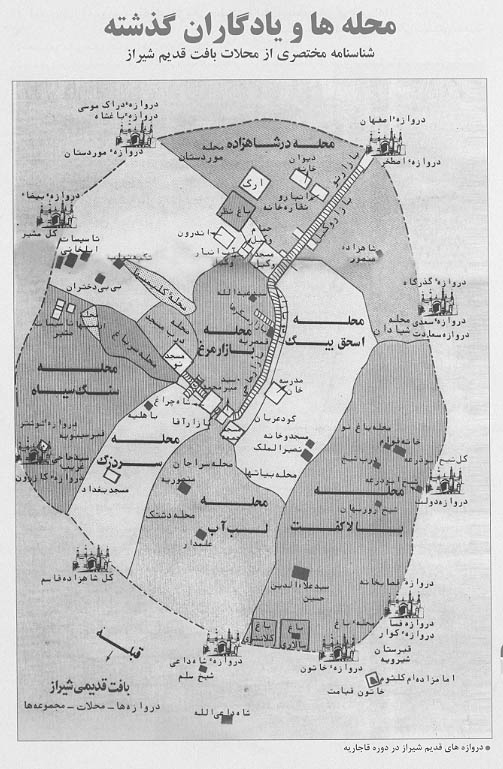
نقشه شیراز قدیم

محله میدان شاه، نام یکی از محله‌های شیراز قدیم می‌باشد که در شمال این شهر واقع بوده‌است و از دوره صفویه تا قاجاریه، مجموعه‌های حکومتی در آن ساخته شده‌است.

## وجه تسمیه
کریم خان زند در زمان فرمان‌روایی خود بر شیراز، ساختمان‌های وسیعی را در قسمت شمال خارج از شیراز احداث کرد که از جمله می‌توان به میدان بزرگی موسوم به میدان کریم خانی اشاره نمود که به مرور، این میدان تخریب شد و به جای آن ساختمان‌های امروزی بانک ملی، شهربانی، دبیرستان ابوذر (شاهپور سابق) و بانک سپه احداث گردید. قبل از ساختن این میدان بزرگ، میدانی در مجاورت آن نزدیک به محلهٔ باغ شاه ساخته شده بود که از بناهای معروف دورهٔ تیموری بود و محل استقرار سپاه و زدن خیمهٔ پادشاه و امرا و سپاهیان آن زمان بود و به این میدان، میدان شاه می‌گفتند.

## موقعیت جغرافیایی
این محله از شمال به محله درب شاهزاده، از غرب به محله کل مشیر و محله دروازه باغشاه، از جنوب به محله سنگ سیاه و از شرق به محله بازار مرغ محدود می‌شده است.

## بناهای شاخص محله
از بناهای شاخص محله می‌توان به مسجد سپهسالار، کنیسه یهودیان و مسجد آقااحمد اشاره کرد.

## تقسیم‌بندی محلات شیراز قدیم
در کل محلات شیراز به دو دسته بزرگ حیدری و نعمتی تقسیم شده بودند. حیدری به محلاتی گفته می‌شد که افراد آن محلات، خود را پیرو سلطان حیدر  که از مشایخ عرفان بود، می‌دانستند.
نعمتی به محلاتی اطلاقی می‌شد که ساکنان آن خود را پیرو شاه نعمت‌الله ولی که او نیز از بزرگ‌ترین و شاخص‌ترین عرفای عصر بود، می‌دانستند. درگیری‌ها و مخاصماتی که بین این دو دسته در سال‌های متمادی صورت گرفته هنوز هم مورد بحث است و حتی به صورت ضرب‌المثل جنگ حیدری، نعمتی در زبان‌هاست.
پنج محله محله اسحاق بیگ، محله درب شاهزاده، محله بالا کفت، محله میدان شاه و محله بازار مرغ را حیدری خانه و پنج محله محله سرباغ، محله سنگ سیاه، محله درب مسجد، محله لب آب و محله سر دزک را نعمتی خانه می‌گفتند. البته محله ارمنی‌ها و محله کلیمی‌ها جزء محلات بی‌طرف بودند و کاری به درگیری‌ها و مخاصمات نداشتند.